# Гіпотеза Коллатца
Гіпотеза Коллатца (гіпотеза 3n+1, гіпотеза 3x+1, проблема Коллатца, проблема 3n+1, проблема 3x+1, Сіракузька проблема) — одна з нерозв'язаних проблем математики, названа на честь німецького математика Лотара Коллатца, який запропонував її у 1937 році.

## Сіракузька послідовність
Для пояснення суті гіпотези розглянемо наступну послідовність чисел, яка називається Сіракузькою послідовністю. Беремо будь-яке натуральне число n. Якщо воно парне, то ділимо його на 2, а якщо непарне, то множимо на 3 і додаємо 1 (отримуємо 3n + 1). Над отриманим числом виконуємо ті ж самі дії, і так далі.
Наприклад, для числа 3 отримуємо:
3 — непарне, 3 × 3 + 1 = 10
10 — парне, 10:2 = 5
5 — непарне, 5 × 3 + 1 = 16
16 — парне, 16:2 = 8
8 — парне, 8:2 = 4
4 — парне, 4:2 = 2
2 — парне, 2:2 = 1
1 — непарне, 1 × 3 + 1 = 4
Очевидно, що, починаючи з 1, починають циклічно повторюватися числа 1, 4, 2.
Для числа 27 маємо :
27, 82, 41, 124 , 62, 31, 94, 47, 142, 71, 214, 107, 322, 161, 484, 242, 121, 364, 182, 91, 274, 137, 412, 206, 103, 310, 155, 466, 233, 700, 350, 175, 526, 263, 790, 395, 1186, 593, 1780, 890, 445, 1336, 668, 334, 167, 502, 251, 754, 377, 1132, 566, 283, 850, 425, 1276, 638, 319, 958, 479, 1438, 719, 2158, 1079, 3238, 1619, 4858, 2429, 7288, 3644, 1822, 911, 2734, 1367, 4102, 2051, 6154, 3077, 9232, 4616, 2308, 1154, 577, 1732, 866, 433, 1300, 650, 325, 976, 488, 244, 122, 61, 184, 92, 46, 23, 70, 35, 106, 53, 160, 80, 40, 20, 10, 5, 16, 8, 4, 2, 1, …
Послідовність прийшла до одиниці тільки через 111 кроків, досягнувши пікового значення 9232.
Гіпотеза Коллатца полягає в тому, що яке б початкове число ми не взяли, рано чи пізно ми отримаємо одиницю.
Числа — градини — також поширена назва для сукупності розглянутих послідовностей. Така назва виникла через те, що графіки послідовностей (див. ілюстрацію) схожі на траєкторію руху градин в атмосфері.

## Проєкт «Collatz Conjecture»
У серпні 2009 року на платформі BOINC був запущений проєкт добровільних розподілених обчислень «Collatz Conjecture [Архівовано 4 грудня 2017 у Wayback Machine.]», метою якого є перевірка гіпотези Коллатца на великих числах. Обчислювальний модуль проєкту може використовувати обчислювальні потужності сучасних відеокарт для одночасної обробки і вирахування послідовностей.

## Візуалізація

Напрямлений граф, що показує орбіти невеликих чисел при відображенні карти Коллатца.
Напрямлений граф, що показує орбіти перших 1000 номерів.
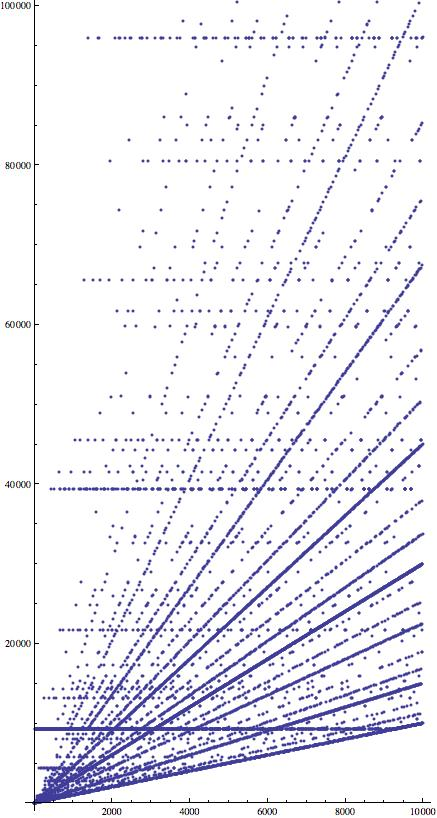
х — стартовий номер у — найбільше число в ланцюгу на шляху до 1.

## Аргументи на користь теорії
Хоча гіпотеза не була доведена, більшість математиків, які розглядали цю проблему, вважають гіпотезу істинною, тому що експериментальні дані і евристичні міркування підтримують її.

### Ймовірнісний підхід
Якщо врахувати тільки непарні числа в послідовності, породженій процесом Коллатц, то кожне непарне число складає в середньому 3/4 попереднього. З цього витікає евристичний аргумент, що будь-яка послідовність чисел-градин повинна зменшуватись в довгостроковій перспективі, хоча це не є аргументом проти інших циклів, тільки проти дивергенції. Аргумент не є доказом, оскільки він припускає, що послідовності градини збираються з некорельованих ймовірнісних подій.

### Строгі обмеження
Хоча достеменно не відомо чи всі додатні числа в кінцевому підсумку зводяться до одиниці відповідно до гіпотези Коллатца, відомо, що багато чисел дійсно зводяться. Зокрема, Красиков і Лагарис довели, що кількість цілих чисел в інтервалі [1, х], що в кінцевому підсумку зводяться до одиниці, принаймні пропорційна x0.84.

## Цикли
У цій частині розглянемо скорочену форму функції Коллатца{\displaystyle f(n)={\begin{cases}{\frac {n}{2}}&{\text{if }}n\equiv 0{\pmod {2}},\\[4px]{\frac {3n+1}{2}}&{\text{if }}n\equiv 1{\pmod {2}}.\end{cases}}}Цикл — це послідовність (a0, a1, ..., aq) різних натуральних чисел, де f(a0) = a1, f(a1) = a2, … і f(aq) = a0.
Єдиним відомим циклом є (1,2) з періодом 2, який називають тривіальним циклом.

### Довжина циклу
Відомо, що довжина нетривіального циклу становить не менше 17087915. Точніше, Еліаху довів, що період p будь-якого нетривіального циклу має вигляд{\displaystyle p=301994a+17087915b+85137581c}де a, b і c — цілі невід'ємні числа, b ≥ 1 і ac = 0 (тобто, хоча б одне з чисел a чи c дорівнює нулю). Цей результат ґрунтується на розкладі ln 3/ln 2 в ланцюговий дріб.
Подібне міркування, яке враховує нещодавню перевірку гіпотези до 268, призводить до покращеної нижньої межі 114208327604 (або 186265759595 без «ярлика»). Ця нижня межа узгоджується з наведеним вище результатом, оскільки 114208327604 = 17087915 × 361 + 85137581 × 1269.

### k-цикли
k -цикл — це цикл, який можна розбити на 2k неперервних підпослідовностей: k послідовностей непарних чисел, що зростають, які чергуються з k спадними послідовностями парних чисел. Наприклад, якщо цикл складається з однієї зростаючої послідовності непарних чисел, за якою йде спадна послідовність парних чисел, він називається 1-циклом.
Штайнер (1977) довів, що не існує 1-циклу, крім тривіального (1; 2). Сімонс (2005) за допомогою методу Штайнера довів, що не існує 2-циклу. Сімонс і де Вегер (2005) розширили це доведення до 68-циклів: немає k-циклу до k = 68. Для кожного k поза 68 цей метод дає верхню межу для найменшого члена k-циклу: наприклад, якщо є 77-цикл, тоді принаймні один елемент циклу менший за 38137×250. Разом із перевіркою гіпотези до 268 це означає відсутність нетривіального k-циклу до k = 77. У міру просування комп'ютерних пошуків, більші значення k можуть бути виключені. Простішими словами: нам не потрібно шукати цикли, які мають щонайбільше 77 циклів, де кожен контур складається з послідовних підйомів, за якими йдуть послідовні спади.